# Artie Shaw
Arthur Jacob Arshawsky (23. května 1910, New York – 30. prosince 2004, Thousand Oaks) byl americky jazzový klarinetista a skladatel. Je známý díky hitům jako „Begin the Beguine“ (1938), „Stardust“ a „Frenesi“.

## Biografie
Narodil se jako Arthur Jacob Arshawsky v New Yorku, ale vyrůstal ve městě New Haven, Connecticutu.
Antisemitismus ho poznamenal natolik, že si změnil jméno a popíral svůj židovský původ. Ačkoliv se Shaw začal učit na saxofon, následně přešel na klarinet. V průběhu let 1925 a 1936 působil jako studiový hudebník a/nebo účinkoval v jiných hudebních skupinách.
Shaw ve své nahrávce "Interlude in B-flat" zkombinoval rytmickou sekci big bandu se smyčcovým kvartetem, tudíž se zapsal jako inovátor žánru Third Stream, stylu, kombinujícího prvky klasické a jazzové hudby.
Poté, co se Benny Goodman označil jako 'King of Swing' (Král swingu), se Shaw označil jako 'King of the Clarinet', ale naznačil, že tituly by měly být prohozené: "Benny Goodman played clarinet. I played music".

## Filmografie
- 1978: Crash (TV film)
- 1975: Police Woman (TV seriál)
- 1973: McCloud (TV seriál)
- 1953: The Jackie Gleason Show (TV seriál) - klarinetista
- 1940:  Second Chorus - cameo